# Bocheniec (województwo świętokrzyskie)
Bocheniec – wieś w Polsce położona w województwie świętokrzyskim, w powiecie jędrzejowskim, w gminie Małogoszcz.
W latach 1975–1998 miejscowość administracyjnie należała do województwa kieleckiego.
Wieś nad rzeką Wierną Rzeką (Łosośna), położona przy drodze wojewódzkiej nr 762 z Kielc do Małogoszcza. W pobliżu znajduje się Rezerwat przyrody Milechowy.

## Części wsi
| SIMC    | Nazwa     | Rodzaj     |
| ------- | --------- | ---------- |
| 0249030 | Dołki     | przysiółek |
| 0249047 | Nowa Wieś | kolonia    |
| 0249024 | Zastawy   | osada      |